# Cyprian Godebski

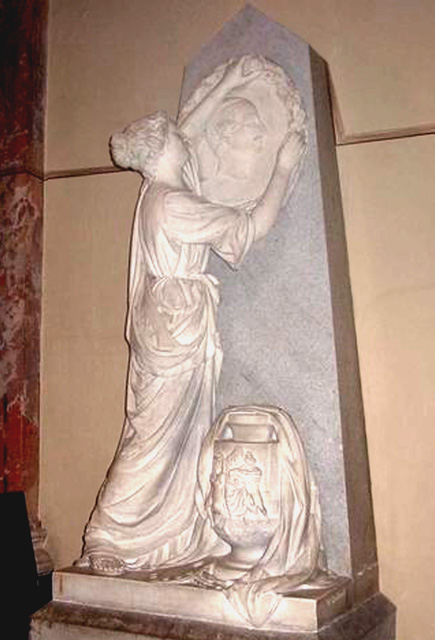
Denkmal Artur Grottger in der Dominikanerkirche in Lemberg

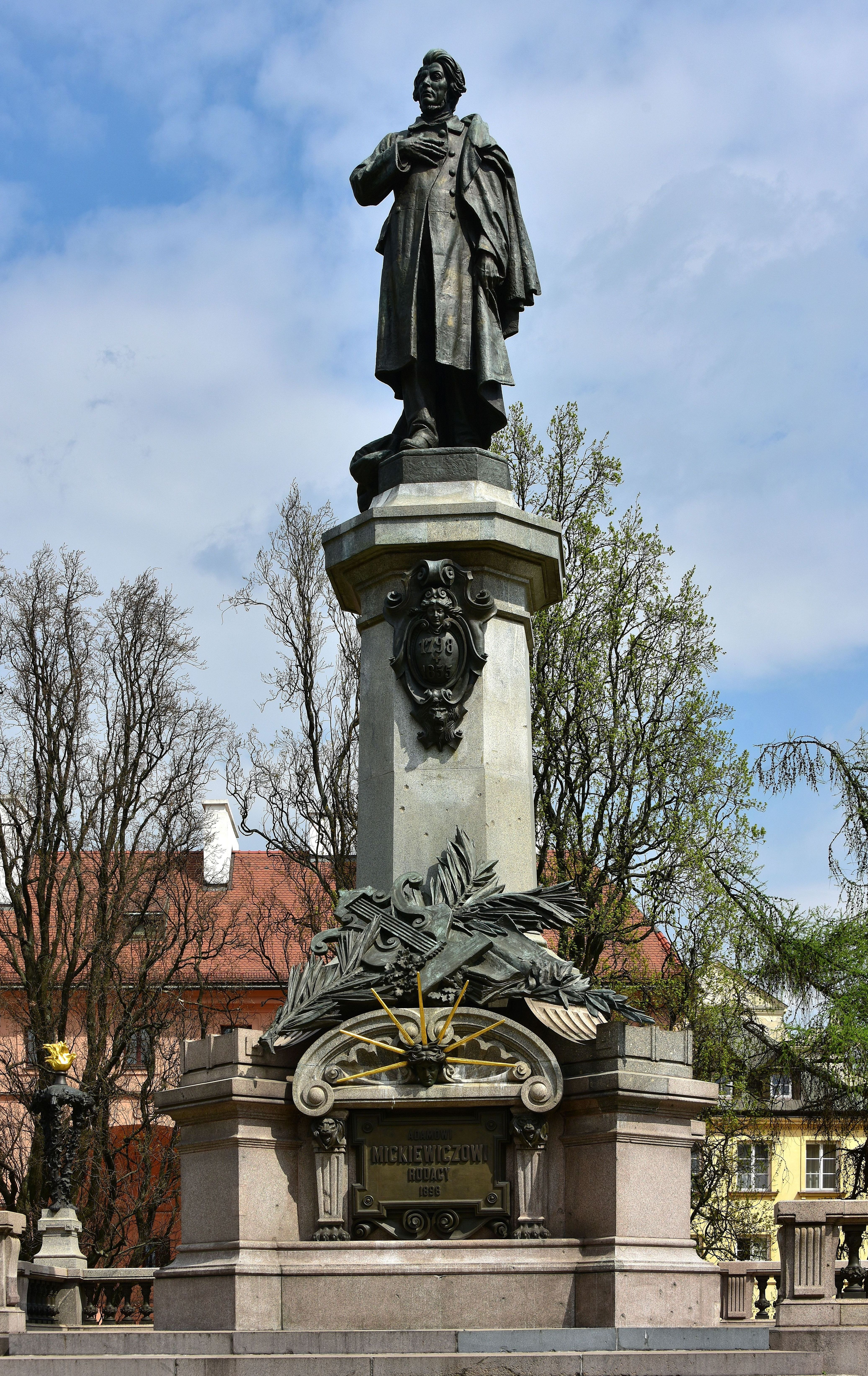
Denkmal Adam Mickiewicz in Warschau

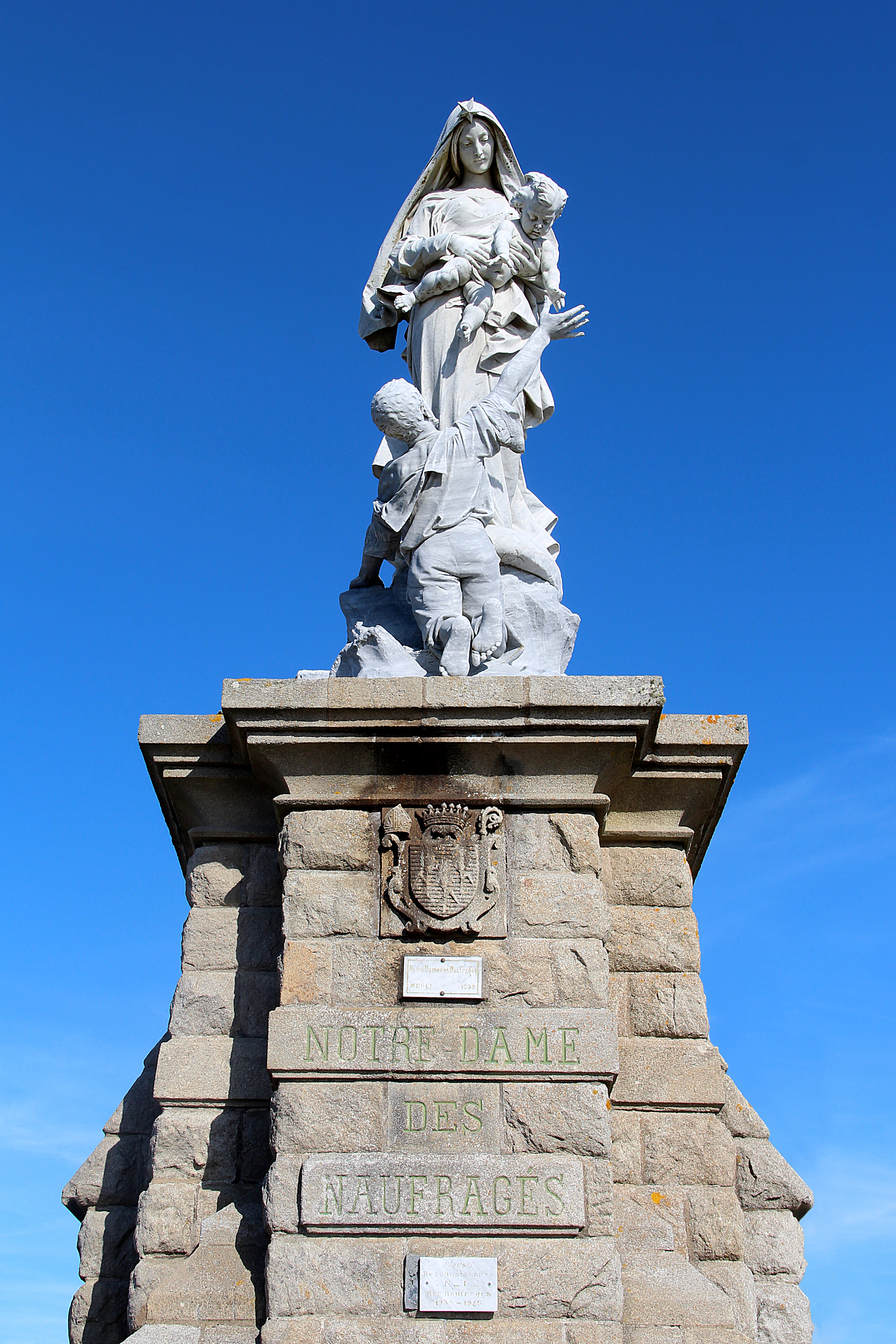
Statue der Notre-Dame des naufragés (Mutter Gottes der Schiffbrüchigen)

Cyprian Godebski (* 30. Oktober 1835 in Méry-sur-Cher in Frankreich; † 25. November 1909 in Paris) war ein polnischer Bildhauer.
Cyprian Godebski war Enkel des Schriftstellers Cyprian Godebski und Sohn von Historiker Franciszek Ksawery Godebski, Kustos des Lemberger Ossolineum-Instituts. Er besuchte die polnische Volksschule in Batignolles und studierte Skulptur in Paris bei François Jouffroy. 1858 zog er nach Lemberg, 1861 nach Wien und 1863 nach Sankt Petersburg, wo er zum Professor an der Akademie der Bildenden Künste berufen wurde.
Während des Pariser Aufenthaltes führte er einen künstlerisch-literarischen Salon. 1877 wurde er zum Mitglied der französischen Nationalakademie gewählt, 1889 zum Offizier der Ehrenlegion ernannt. Seine Tochter, Misia Sert, war eine Förderin der Künstler.

## Werke (Auswahl)
- Befreiungsdenkmal in Lima, der Hauptstadt von Peru (1859–1866)
- Statue des Feldmarschalls Gideon Ernst von Laudon, 1864, Feldherrenhalle des Heeresgeschichtlichen Museums im Wiener Arsenal
- Statue des Feldmarschalls Franz Moritz von Lacy, 1864, Feldherrenhalle des Heeresgeschichtlichen Museums im Wiener Arsenal[1]
- Denkmal Adrien-François Servais, Grote Markt, Halle (1869)
- Adam-Mickiewicz-Denkmal (Warschau) (1898)
- Kopernikus-Denkmal in Krakau (1900)
- Statue der Mutter Gottes der Schiffbrüchigen am Pointe du Raz, 1903
- Alexander-Fredro-Denkmal in Krakau
- Porträtbüsten bekannter Lemberger Prominenten
- Denkmäler von  Agenor Gołuchowski, Adam Potocki, Taras Schewtschenko,
- Grabmäler in Polen und Frankreich, u. a. von Otto Hausner, Théophile Gautier, Hector Berlioz, Constantin Guys, Enrico Tamberlik.
- Denkmal Adolphe Le Flô in Lesneven[2]